# EC Kitzbühel
EC Kitzbühel (celým názvem: Eishockeyclub Kitzbühel) je rakouský klub ledního hokeje, který sídlí v Kitzbühelu ve spolkové zemi Tyrolsko. Založen byl v roce 1910 pod názvem Kitzbüheler Sportclub. Od sezóny 2016/17 působí v Alps Hockey League, středoevropské mezinárodní soutěži. Klubové barvy jsou modrá a žlutá.
Své domácí zápasy odehrává ve Sportparku Kapserbrücke s kapacitou 1 700 diváků.

## Přehled ligové účasti
Zdroj:
- 1955–1957: Österreichische Eishockey-Liga (1. ligová úroveň v Rakousku)
- 1958–1973: Österreichische Eishockey-Liga (1. ligová úroveň v Rakousku)
- 2003–2005: Eishockey-Oberliga (3. ligová úroveň v Rakousku)
- 2012–2014: Nationale Amateur Hockey Liga (3. ligová úroveň v Rakousku)
- 2014–2016: Inter-National-League (2. ligová úroveň v Rakousku / mezinárodní soutěž)
- 2016– : Alps Hockey League (2. ligová úroveň v Rakousku / mezinárodní soutěž)

## Účast v mezinárodních pohárech
Zdroj:
Legenda: SP - Spenglerův pohár, EHP - Evropský hokejový pohár, EHL - Evropská hokejová liga, SSix - Super six, IIHFSup - IIHF Superpohár, VC - Victoria Cup, HLMI - Hokejová liga mistrů IIHF, ET - European Trophy, HLM - Hokejová liga mistrů, KP – Kontinentální pohár
- SP 1965 – Základní skupina (4. místo)